# 盔瓣景天
盔瓣景天（学名：Sedum susannaesubgaleatum）为景天科景天属的植物，为中国的特有植物。分布于中国大陆的云南等地，生长于海拔4,000米的地区，见于岩石上，目前尚未由人工引种栽培。